# Castel Baronia
Castel Baronia község (comune) Olaszország Campania régiójában, Avellino megyében.

## Fekvése
A megye északkeleti részén fekszik. Határai: Carife, Flumeri, San Nicola Baronia, Sturno és Trevico.

## Története
Első említése a 11. századból származik. A település neve a latin castellum szóból ered (jelentése kastély), amely az itt található, 11. században épített normann várra utal. A középkorban a vicói báróság része volt. A 19. században nyerte el önállóságát, amikor a Nápolyi Királyságban felszámolták a feudalizmust.

## Népessége
A népesség számának alakulása:

## Főbb látnivalói
- a 17. századi Santo Spirito-templom
- a 18. századi Santo Mancini-templom
- középkori vár (Castello)